# Lenart község
Lenart község (szlovén nyelven Občina Lenart) Szlovénia 212 alapfokú közigazgatási egységének, azaz községének egyike a Podravska statisztikai régióban, a Slovenske gorice hegységben. Adminisztratív központja Lenart v Slovenskih Goricah település. A község a történelmi szlovén Stájerország (Štajersko) régió része.

## A községhez tartozó települések
A községhez Lenart v Slovenskih Goricah székhelyen kívül a következő települések tartoznak:
- Črmljenšak
- Dolge Njive
- Gradenšak
- Hrastovec v Slovenskih Goricah
- Lormanje
- Močna
- Nadbišec
- Radehova
- Rogoznica
- Selce
- Šetarova
- Spodnja Voličina
- Spodnje Partinje
- Spodnji Porčič
- Spodnji Žerjavci
- Straže
- Vinička Vas
- Zamarkova
- Zavrh
- Zgornja Voličina
- Zgornji Žerjavci

## Népesség
| Lakosok száma | 7800 | 7910 | 8175 | 8157 | 8120 | 8218 | 8270 | 8281 | 8443 | 8532 |
|               | 2008 | 2009 | 2011 | 2012 | 2013 | 2015 | 2016 | 2017 | 2019 | 2020 |